# Lasioglossum vitripenne
Lasioglossum vitripenne là một loài Hymenoptera trong họ Halictidae. Loài này được Smith mô tả khoa học năm 1879.

## Hình ảnh

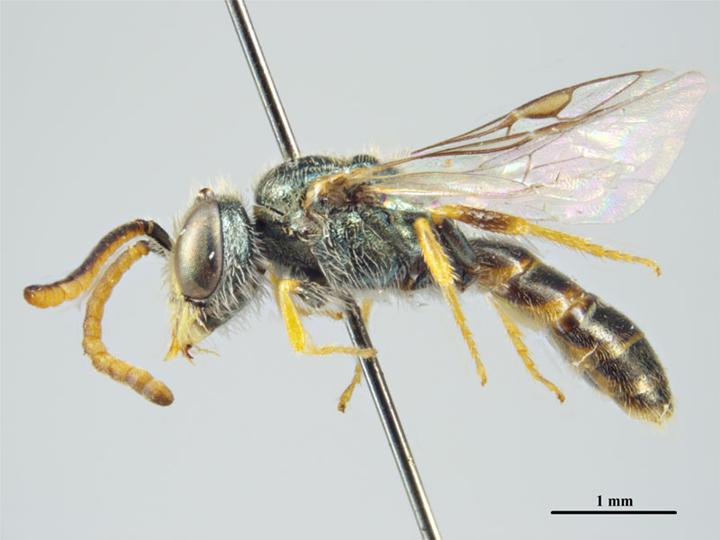